# Єрін Віктор Федорович
Віктор Федорович Єрін (рос. Ви́ктор Фёдорович Е́рин, 17 січня 1944 Казань — 19 березня 2018, Москва) — російський військовий діяч. Перший заступник міністра внутрішніх справ, міністр внутрішніх справ Росії (1992—1995), один з головних учасників подій вересня та жовтня у Москві 1993 на стороні Єльцина та Черномирдіна. Генерал-полковник внутрішньої розвідки (1992), генерал армії (1993). Герой Російської федерації (1993).

## Біографія
З 1983 року - начальник 8-го відділу Головного управління по боротьбі з розкраданням соціалістичної власності і спекуляціями МВС СРСР.
З 1988 по 1990 - перший заступник міністра внутрішніх справ Вірменської РСР.
З 26 жовтня 1990 по 23 лютого 1991 - заступник міністра внутрішніх справ РРФСР - начальник служби кримінальної поліції.
З 23 лютого по 27 вересня 1991 року - перший заступник міністра внутрішніх справ РРФСР - начальник служби кримінальної поліції.
У травні 1991 року став одним з перших вищих керівників МВС, які залишили КПРС.
22 серпня 1991 року як перший заступник міністра внутрішніх справ РРФСР разом з головою КДБ РРФСР Віктором Іваненком, заступником генерального прокурора Росії Євгеном Лисиним і колишнім віце-прем'єр-міністром уряду РФ Григорієм Явлінським брав участь в арешті Бориса Пуго, глави МВС СРСР. За офіційною версією, за кілька годин до прибуття команди заарештованих Пуго і його дружина були застрелені. Також брав участь в арештах прем'єр-міністра СРСР Валентина Павлова і голови Верховної Ради СРСР Анатолія Лук'янова.

### Міністр внурішніх справ РФ
У січні 1992 року призначений міністром внутрішніх справ Росії. 9 травня 1992 він був підвищений до генерал-полковника внутрішньої служби.
У листопаді 1992 року очолив оперативний штаб з відновлення правопорядку в районі інгушсько-осетинського конфлікту. За словами колишнього голови Держкомітету РРФСР з національної політики Валерія Тишкова, в той момент Ерін визнав свою нездатність впливати на ситуацію.
23 грудня 1992 року, коли був сформований новий склад Ради міністрів, Ерін був перейменований в главу МВС.
Заступник Єріна, Андрій Дунає, заявив що в травні 1993 отримував наказ щодо фізичної ліквідації лідера "Працьовитою Росії" Віктора Анпілова.
12 вересня 1993 Єрін підтримав проект указу президента РФ 1400 про розпуск З'їзду народних депутатів і Верховної Ради, який через дев'ять днів підписав президент Борис Єльцин. Конституційний суд визнав цей указ неконституційним. Тому 22 вересня указом Верховної Ради та в.о Президента Олександр Руцькой за підтримку указу про розпуск Конгресу і парламенту був звільнений з посади міністра внутрішніх справ. Однак Єрін не виконав це рішення і продовжила керувати МВС, виконуючи вказівки Єльцина.
23 вересня Єрін ввів до Москви російську армію і частину спеціальної дивізії під командуванням Ф.Е. Дзержинського. Російську армію відправили до Москви. Підписано наказ для співробітників МВС, які охороняли Верховну Раду, згідно з яким у разі добровільного виходу з охорони Верховної Ради їм гарантувалося працевлаштування, матеріальні справи та пільги. Наступного дня він віддав наказ організувати жорстку блокаду «Білого дому» співробітниками поліції.
1 жовтня 1993 року (за кілька днів до того, як Верховна Рада була розігнана танками) Єльцин постановив, що він повинен бути підвищений до генерала армії.
Брав активну участь у жовтневих заходах з збройного придушення противників Бориса Єльцина з числа прихильників З'їзду народних депутатів і Верховної Ради 3-4 жовтня. Зокрема, підрозділи МВС Росії, підпорядковані Єріні, розігнали засідання опозиції, брали участь в облозі і штурмі будівлі Верховної Ради Росії 4 жовтня. 7 жовтня отримав за це звання Героя Російської Федерації. Того ж дня в МВС відбулася прес-конференція Віктора Єріна та командувача внутрішніх сил Анатолія Куликова. Під час прес-конференції журналістам повідомили, що з будівлі Верховної Ради виведено 49 трупів.
З грудня 1994 року по січень 1995 року керував діяльністю підрозділів і органів МВС Росії на території Чеченської Республіки.
10 березня 1995 року Держдума оголосила недовіру Єріну. 30 червня 1995 року, після провалу звільнення заручників у Буйонновську указом Єльцина, він був звільнений з посади міністра внутрішніх справ з формулюванням «за власним бажанням».

## Подальше життя
З 2001 вийшов на пенсію.
Помер 19 березня 2018 року в Москві.

## Звання
- Молодший лейтенант міліції (1964);
- Капітан міліції (1973);
- Генерал-майор міліції (1989);
- Генерал-лейтенант міліції;
- Генерал-полковник внутрішньої розвідки (9 травня 1992);
- Генерал армії (1 жовтня 1993);

## Родина
Дружина - Любов Леонідівна Єріна
Син - Леонід, офіцер, служить в Федеральній службі охорони Російської Федерації.